# Kościół św. Trójcy w Koziczynie
Kościół Świętej Trójcy w Koziczynie – rzymskokatolicki kościół parafialny należący do parafii św. Dionizego w Koziczynie (dekanat ciechanowski zachodni diecezji płockiej).
Jest to świątynia wzniesiona w latach 1781–1782. Ufundował ją W. Lasocki, łowczy ciechanowski, a wybudował ks. Andrzej Roman. Przebudowana została w latach 1872–1892. W 1913 roku oraz w latach 1982–1984 obiekt był remontowany.
Budowla jest drewniana, trzynawowa, zbudowana w konstrukcji zrębowej. Świątynia nie jest orientowana. Jej prezbiterium jest mniejsze w stosunku do nawy, zamknięte jest ścianą prostą, przy prezbiterium umieszczone są dwie boczne zakrystie. Z boku nawy znajduje się kruchta. Obiekt nakrywa dach jednokalenicowy, pokryty blachą, na dachu jest usytuowana ośmiokątna wieżyczka na sygnaturkę. Zwieńcza ją blaszany cebulasty dach hełmowy i latarnia. Wnętrze świątyni jest podzielone na trzy części dwoma rzędami słupów ustawionych po trzy sztuki. Nawa główna i prezbiterium nakryte są pozornym sklepieniem, z kolei nawy boczne nakryte są płaskim stropem. Chór muzyczny jest podparty dwoma słupami i charakteryzuje się wysuniętą częścią środkową; na chórze umieszczone są organy z około 1900 roku wykonane przez firmę Andrzeja Blomberga. Belka tęczowa jest ozdobiona krucyfiksem późnogotyckim z 2 połowy XVI stulecia. Polichromia ornamentalna z 1957 roku jest dziełem Henryka Domurata. Ołtarz główny w stylu eklektycznym powstał w 1872 roku. Ołtarze boczne reprezentują styl barokowy, dwa pochodzą z XVIII stulecia, natomiast trzeci z XVII wieku. Ambona w stylu eklektycznym została wykonana w 2 połowie XIX wieku i jest ozdobiona rzeźbą pelikana. Dwa konfesjonały powstały w 1. połowie XVIII wieku. Chrzcielnica jest datowana na XVIII wiek.